# Arge ochropus
Arge ochropus – gatunek z rodziny Argidae, podrodziny Arginae.

## Opis

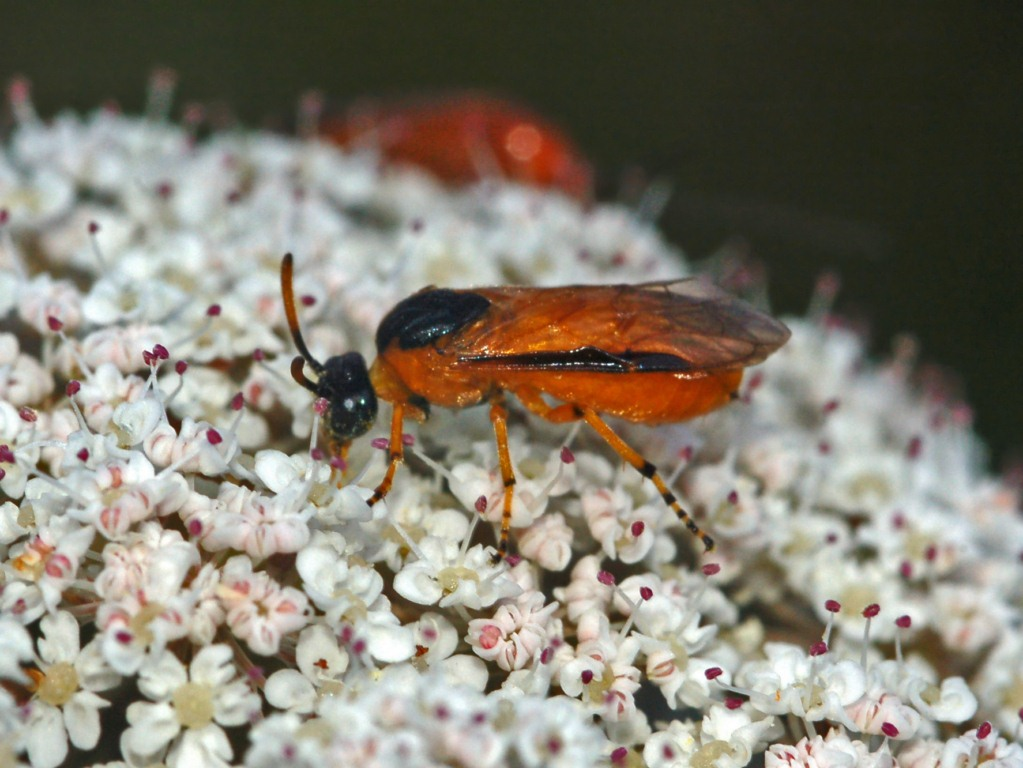
Widok z boku

Dorosłe osobniki dorastają do 7–10 mm długości i mogą być spotkane od kwietnia do maja. Głowa i tułów są czarne, a odwłok i skrzydła czerwonawopomarańczowe. Larwy są żółte i szczeciniaste, z czarnymi znaczeniami.
Gatunek ten jest bardzo podobny do Athalia rosae (Tenthedrinidae), ale u Arge ochropus czułki są złożone z trzech członów, z których trzecia jest mocno wydłużona, podczas gdy u Athalia rosae czułki są złożone z 10–11 członów. Arge pagana jest przeważająco czarna z wierzchu.

## Rozmieszczenie
Rośliniarka ta występuje w Europie, Azji Mniejszej, na Kaukazie, w Turkmenistanie, północnym Iranie i zachodniej Syberii aż do Bajkału. Została introdukowana do północno-wschodnich Stanów Zjednoczonych i wschodniej Kanady.

## Ekologia

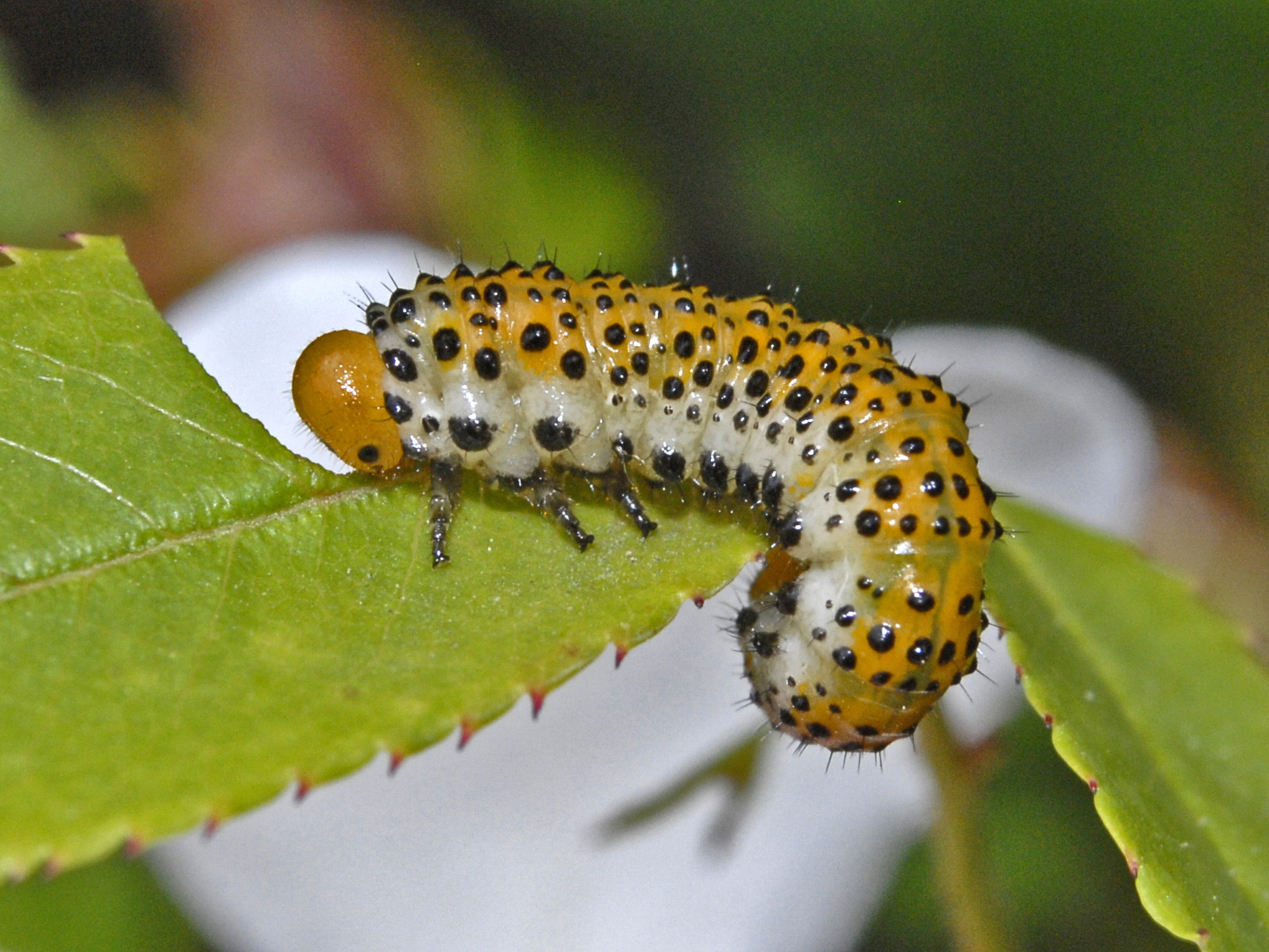
Larwa

Dorosłe żywią się nektarem i pyłkiem wrotyczu, dzięgla leśnego i barszczu zwyczajnego. Gatunek ten ma dwa pokolenia w roku. Samice składają około 16–18 jaj na łodygach róż. Larwy żerują na liściach niektórych gatunków róż, na przykład róży dzikiej, girlandowej i gęstokolczastej.